# Валеріо Клері
Валеріо Клері (італ. Valerio Cleri, 19 червня 1981) — італійський плавець.
Учасник Олімпійських Ігор 2008, 2012 років.
Чемпіон світу з водних видів спорту 2009 року.
Чемпіон світу з плавання на відкритій воді 2010 року.
Чемпіон Європи з водних видів спорту 2010 року.